# Felice Giardini

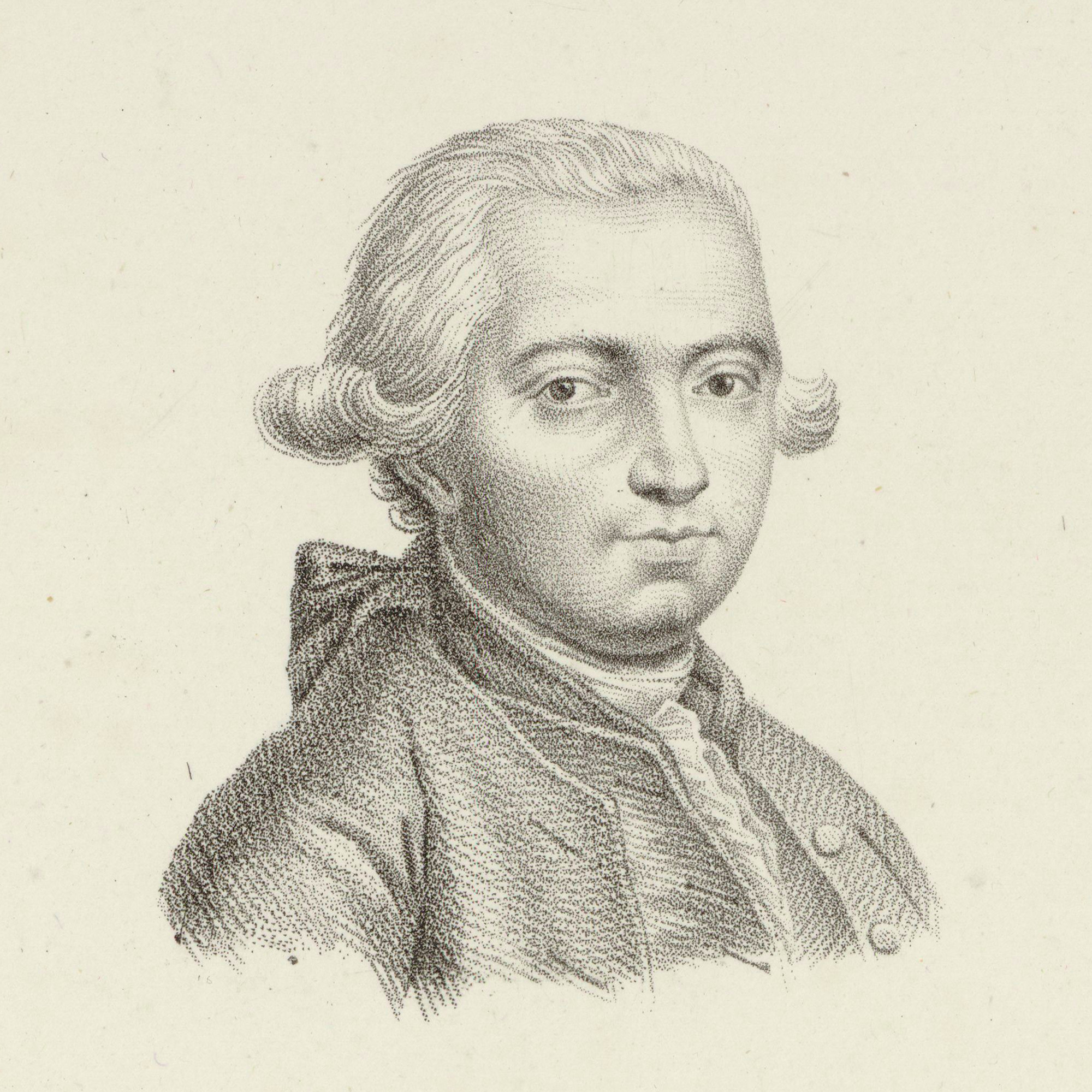
Felice Giardini

Felice Giardini (Felice de Giardini) (* 12. April 1716 in Turin; † 8. Juni 1796 in Moskau) war ein italienischer Violinist, Komponist und Operndirektor.

## Leben und Wirken
Seine musikalische Ausbildung erhielt Giardini zuerst in Turin und für kurze Zeit als Sängerknabe an der Domsingschule in Mailand, unter Kapellmeister Giuseppe Paladini, um dann wieder in Turin seine Studien bei dem Violinisten Giovanni Lorenzo Somis fortzusetzen. Ab etwa 1729 spielte er in verschiedenen Opernorchestern in Rom und Neapel. 1748 bereiste Giardini Deutschland und ließ sich 1750 in London nieder. Während seiner vierzigjährigen Amtszeit als Direktor des Italienischen Operntheaters entstanden seine drei Opern. Giardini stand in den Diensten des musikliebenden Duke of Gloucester. Gemeinsam mit seinen ebenfalls in London wirkenden Musikerkollegen Johann Christian Bach, Carl Friedrich Abel und Johann Christian Fischer (1733–1800) war er einer der führenden Komponisten des galanten Stils in England. 1784 verließ er London und zog nach Neapel, wo er im Palast seines Mäzens, dem Diplomaten Sir William Hamilton lebte. 1789 kehrte er nach London zurück und wurde erfolglos musikalischer Direktor am Little Theatre am Haymarket. Daraufhin zog er nach Sankt Petersburg und verstarb angeblich verarmt 1796 in Moskau.

## Werke (Auswahl)
- Vokal
  - Rosmira, Opera seria 1757 London
  - Enea e Lavinia, Opera seria 1764 London
  - Il re pastore (Libretto von Pietro Metastasio), Opera seria 1765 London
  - Mehrere Beiträge zu Pasticcios
  - Ruth, Oratorium, Gemeinschaftsproduktion mit Charles Avison 1763

- Instrumental
  - 6 Triosonaten op. 1 (1750)
  - 6 Violinduette op. 2
  - 6 Violinduette op. 3
  - 12 Violinsonaten (1755 London), dem Herzog von Lüneburg-Braunschweig gewidmet
  - 6 Violinsonaten op. 4 (1765)
  - 6 Violinsonaten op. 5 (1758)
  - 6 Klavierquintette op. 11
  - Sonaten op. 13
  - 6 Streichtrios (Violine, Bratsche und Cello) op. 17
  - 6 Sonaten op. 18
  - 7 Streichtrios op. 20
  - Oboenquartett op. 25
  - 6 Streichtrios op. 26
  - 6 Triosonaten op. 28 (1790)
  - 6 Streichquartette op. 29 (1790)
  - 6 Streichtrios op. 30 (1790)
  - Solo für Viola und Bass
  - Solo für Flöte und Bass
  - 4 Ouverturen
  - 6 Violinkonzerte op. 15 (1771/1772)
  - Konzert für Flöte, Violine und Harfe
  - Klavierwerke
  - 2 Streichtrios op. posth.